# Mitropolje (obwód niżnonowogrodzki)
Mitropolje (ros. Митрополье) – wieś (sieło) w Rosji, w obwodzie niżnonowogrodzkim, w rejonie sieczenowskim. W 2010 liczyła 322 mieszkańców.